# Ferdinand Joseph von Fürstenberg
Ferdinand Joseph Freiherr von Fürstenberg (* 8. Januar 1739 in Hüsten; † 3. März 1800 in Halberstadt) war Domherr in Hildesheim, Paderborn, Münster und Halberstadt.

## Leben

### Herkunft und Familie
Ferdinand Joseph von Fürstenberg entstammte als Sohn des Christian Franz von Fürstenberg zu Herdringen und seiner Gemahlin Helena Maria von Galen, Tochter des Wilhelm Goswin Anton von Galen, dem Adelsgeschlecht von Fürstenberg, eines der ältesten und bedeutendsten Westfalens. Zahlreiche namhafte Persönlichkeiten aus Kirche und Staat sind aus dem Familienstamm hervorgegangen. Einer der bedeutendsten Vertreter der Familie war der Fürstbischof Ferdinand von Fürstenberg. Seine Brüder Friedrich Karl (1730–1788) und Franz Friedrich Wilhelm (1729–1810) bekleideten geistliche Ämter und waren Domherren in Münster und Paderborn. Sein Bruder Franz Egon (1737–1825) wurde sogar Fürstbischof von Hildesheim und Paderborn.

### Wirken
Nach dem Besuch des Jesuitengymnasiums in Köln schloss sich ein Studium in Mainz an. Am Collegium Germanicum in Rom studierte er im August 1761 und legte das Studienzeugnis am 12. Oktober 1762 vor. Bereits im Jahre 1756 war Ferdinand Joseph Domherr in Hildesheim und im Jahr darauf erhielt er ein Domkanonikat in Paderborn. Bis 1769 blieb er nach seinem Verzicht im Besitz der Präbende. Die Weihe zum Subdiakon fiel auf den 13. Dezember 1764. Nach dem Verzicht des Domherrn Ferdinand von Galen erhielt Ferdinand Joseph am 14. Juli 1797 die Galensche Familienpräbende am Dom zu Münster. Er war auch Domherr zu Halberstadt, wo er am 3. März 1800 verstarb. Insbesondere die münstersche Präbende erhielt er vornehmlich aus politischen Gründen, mit dem Ziel die „Fürstenbergische Partei“ im Domkapitel zu stärken. Diese Hoffnungen erfüllten sich nicht, da er sich politisch völlig zurückhielt. Er lebte stattdessen ein der Religion gewidmetes Wesens und soll einen großen Anteil seiner Pfründen an seine Diener und die Armen gegeben haben.

### Auszeichnungen
Kaiserlicher Hofrat